# Alyssum aureum
Alyssum aureum là một loài thực vật có hoa trong họ Cải. Loài này được (Fenzl) Boiss. mô tả khoa học đầu tiên năm 1867.